# Avenue Lénine (La Courneuve)
Pour les articles homonymes, voir Avenue Lénine.
L'avenue Lénine à La Courneuve, est un des axes principaux de cette ville. Son tracé suit la route nationale 186.

## Situation et accès

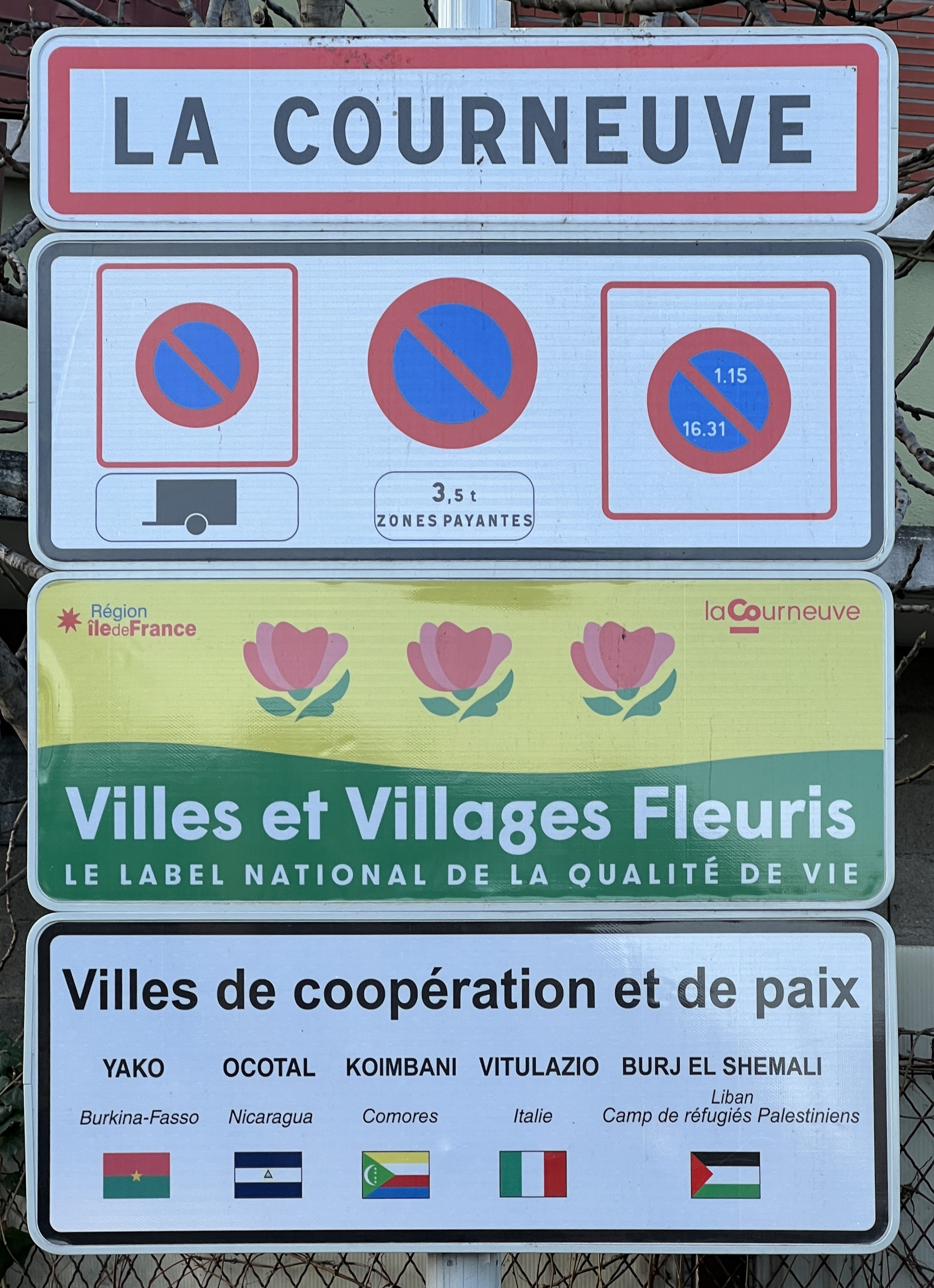
Panneaux à l'entrée de La Courneuve, avenue Lénine.

Cette voie de communication est desservie notamment par la station de métro La Courneuve - 8 Mai 1945, située sur la place du 8-Mai-1945, et est longée par la ligne 1 du tramway, réintroduit après cinquante-quatre ans d'absence.

## Origine du nom
Elle porte le nom de Vladimir Ilitch Oulianov dit Lénine (1870-1924), révolutionnaire communiste, théoricien politique, fondateur du marxisme-léninisme et initiateur de la Révolution bolchevique.

## Historique
En 1969, l'ancienne « route de Saint-Denis » a été renommée « avenue Lénine » pour célébrer le centenaire de sa naissance.

## Bâtiments remarquables et lieux de mémoire
- Église Saint-Yves des Quatre-Routes de La Courneuve.
- Centre de santé "Saint-Yves"[2].
- École Saint-Yves[3].